# 陳言 (長洲)
陳言（1453年—？），字子朝，直隸蘇州府長洲縣人，軍籍，明朝政治人物。

## 生平
嘉靖二十二年（1486年）丙午科應天鄉試第十二名舉人，弘治九年（1496年）中式丙辰科會試第二百二十九名，二甲第三十一名進士。授刑部主事。

## 家族
曾祖陳聞道；祖父陳仲玉；父陳元謨，貢士。母宋氏。永感下。弟陳善。